# Nina Sosanya
Oluwakemi Nina Sosanya (* 6. Juni 1969 in London) ist eine britische Schauspielerin.

## Leben
Nina Sosanya wurde in London als Tochter einer Engländerin und eines Nigerianers geboren. Ihre Schauspielausbildung absolvierte sie an der Northern School of Contemporary Dance. Die Theaterschauspielerin, deren markantes Äußeres auseinanderstehende vordere Schneidezähne sind, spielte seit ihrem Filmdebüt 1992 in einer Vielzahl von Spielfilmen und insbesondere Fernsehproduktionen mit. Die Rolle der Annie, Assistentin des von Hugh Grant dargestellten britischen Premierministers in der Erfolgskomödie Tatsächlich… Liebe aus dem Jahr 2003, machte sie auch international bekannt. 2008 kehrte sie zur Royal Shakespeare Company zurück, um die Rosalinde in Love's Labour's Lost zu spielen. 2009 trat sie mit der Hörfunkfassung einer Geschichte aus der Kurzgeschichten-Sammlung The State of the Art in Erscheinung. In der Fernsehserie Silk spielt sie die Rolle der Kate Brockman. 2012 wirkte Nina Sosanya auch in der Comedy-Fernsehserie Twenty Twelve mit, die die Organisation der Olympischen Sommerspiele 2012 in London karikiert.

## Filmografie (Auswahl)

### Filme
- 1994: Hercules und das Amazonenheer (Hercules and the Amazon Women, Fernsehfilm)
- 2000: Jonathan Creek
- 2001: People Like Us
- 2002: The Jury
- 2003: Code 43
- 2003: Tatsächlich… Liebe (Love Actually)
- 2005: Manderlay
- 2005: Lie Still
- 2007: Kitchen
- 2007: Reichenbach Falls
- 2008: Messiah: The Rapture
- 2015: 96 Ways to Say I Love You (Kurzfilm von Georgia Tennant)
- 2016: David Brent: Life on the Road
- 2018: Juliet, Naked
- 2018: Geheimnis eines Lebens (Red Joan)
- 2020: Make Me Famous (Fernsehfilm)
- 2020: Der kleine Roald Dahl und die Maus (Roald & Beatrix: The Tail of the Curious Mouse, Fernsehfilm)
- 2022: Brian and Charles
- 2023: The End We Start From

### Mehrteiler
- 1992: Heißer Verdacht – Operation Nadine (Prime Suspect 2)
- 2005: Casanova (alle drei Teile)
- 2019–2023: Good Omens (acht der zwölf Teile)

### Fernsehserien
- 2001–2002: Teachers
- 2005: Nathan Barley
- 2006: Sorted
- 2006: Doctor Who (Folge N2.11 „Fürchtet sie!“)
- 2007: Cape Wrath
- 2009: FM
- 2011: Silk – Roben aus Seide (Silk, 6 Folgen)
- 2012: Twenty Twelve
- 2012: Silent Witness (2 Folgen)
- 2012: Vera – Ein ganz spezieller Fall (Vera, 1 Folge)
- 2012–2013: Last Tango in Halifax (18 Folgen)
- 2013: Lewis – Der Oxford Krimi (Lewis, Folge 6.4 „Der unauslöschliche Makel“)
- 2014: W1A
- 2014: Mord auf Shetland (Shetland, Doppelfolge 2.3/2.4 „Tote Wasser“)
- 2016–2018: Marcella (8 Folgen)
- 2017–2018: Strike Back (10 Folgen)
- 2018: Women on the Verge (6 Folgen)
- 2019: Killing Eve (4 Folgen)
- 2019–2022: His Dark Materials (6 Folgen)
- 2019–2023: Good Omens (8 Folgen)
- 2020: Schöne neue Welt (Brave New World, 9 Folgen)
- 2020–2022: Staged (5 Folgen)
- 2022–2023: Screw (12 Folgen)
- 2024: Rentierbaby (Baby Reindeer, 4 Folgen)